# San Vicinio (Sarsina)

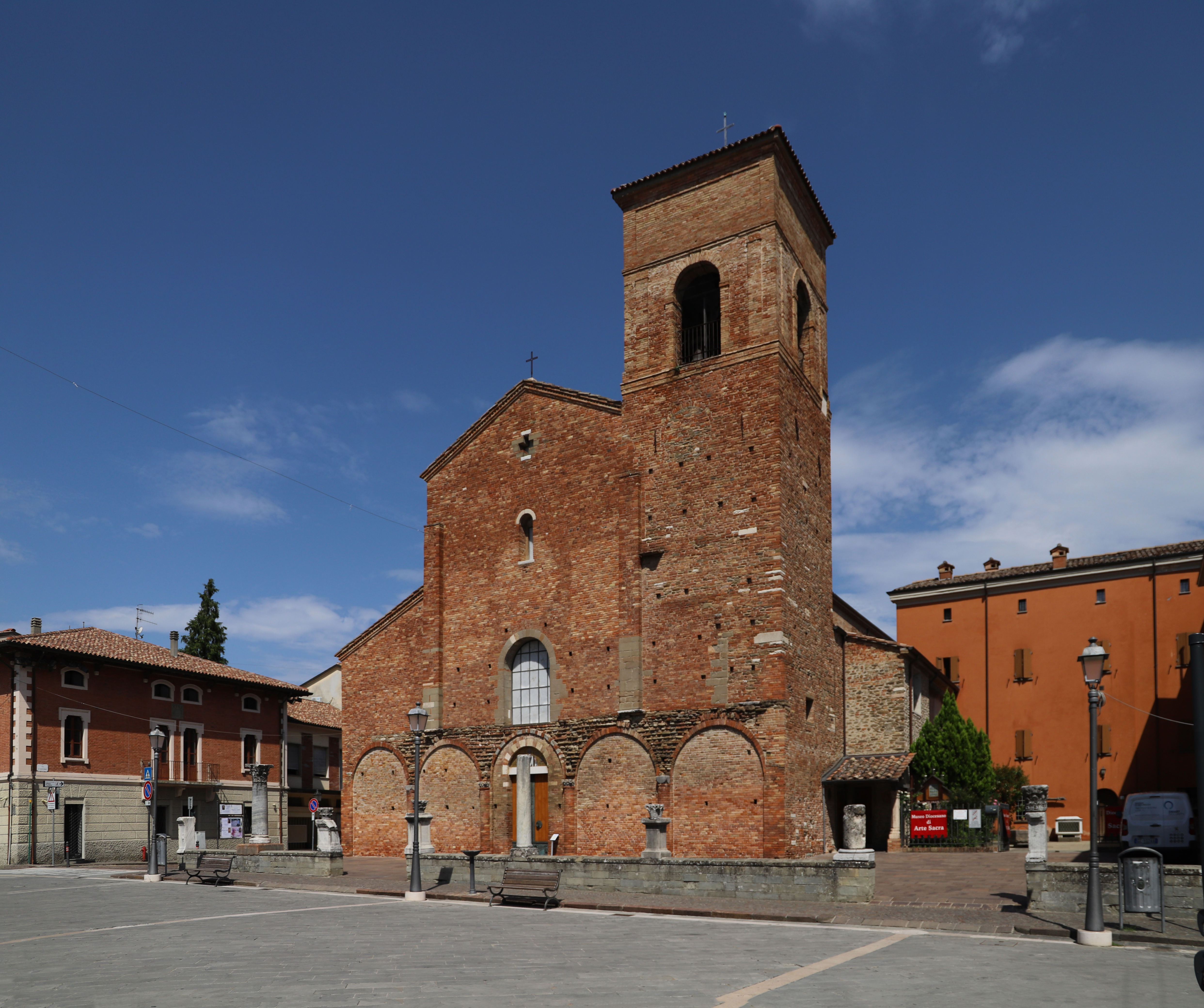
San Vicinio

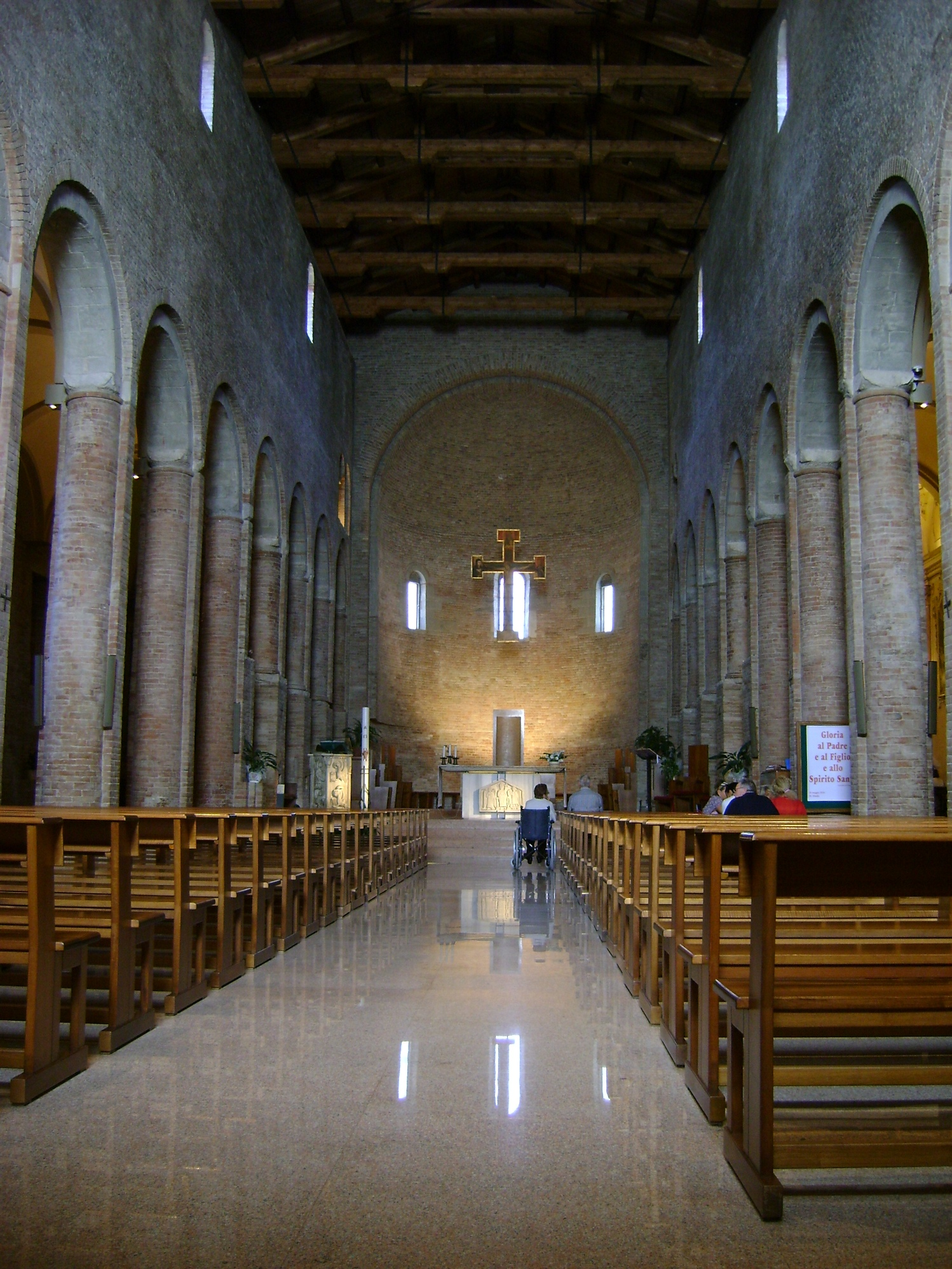
Innenraum

Die Basilika San Vicinio ist eine römisch-katholische Kirche in Sarsina in der Region Emilia-Romagna, Italien. Die Konkathedrale des Bistums Cesena-Sarsina trägt die Patrozinien der Verkündigung und des Vicinius von Sarsina als ersten Bischofs und den Titel einer Basilica minor. Die romanische Kirche aus dem 11. Jahrhundert wurde als Kathedrale des bis 1986 bestehenden Bistums Sarsina errichtet und hat den Status eines italienischen Nationaldenkmals.

## Geschichte
Die Kirche wurde um das Jahr 1000 errichtet, eine genaue Datierung ist nicht möglich. Die im romanischen Stil errichtete Kathedrale zeigt an der Fassade verschiedene Farben der Ziegelsteine auf, die auf Veränderungen im Laufe der Jahrhunderte schließen lassen. Der Glockenturm ist mit Sicherheit später angefügt worden.

## Architektur
Die Fassade weist einen schlichten und eleganten Stil auf; der Glockenturm steht rechts vom Hauptschiff. In der Lünette über dem Eingang befindet sich ein modernes Mosaik, das den hl. Vicinius mit der Bischofsmitra und der berühmten Kette darstellt; unmittelbar darüber befindet sich ein großes Fenster, das möglicherweise als Zugang zu einer Terrasse oder zur Reliquienschau genutzt wurde. Weiter oben befinden sich ein einfaches Spitzbogenfenster und ein kleines kreuzförmiges Fenster, das ursprünglich ein kleines Ochsenauge war. Die dreischiffige Kreuzbasilika ist beidseitig durch je zwölf Säulen gegliedert, wobei die Seitenschiffe je halb so breit wie das Hauptschiff sind, das von einem offenen Dachstuhl bedeckt ist.

## Ausstattung
Im linken Seitenschiff steht am Anfang ein Taufbecken, das schwer zu datieren ist und an dessen Ecken stilisierte Ziegenköpfe herausragen. Die folgende Rosenkranzkapelle wurde 1693 geweiht. Ihr hölzerner Altaraufsatz aus dem 17. Jahrhundert ist mit kannelierten Säulen und weißer und goldener Bemalung gestaltet. Einrahmende 14 kleine Gemälde stellen die Geheimnisse des Rosenkranzes dar, in der Mitte zeigt ein Gemälde die vom hl. Dominikus angebetete Rosenkranzmadonna aus dem 18. Jahrhundert. Am Ende des linken Seitenschiffs befindet sich die Sakramentskapelle mit einem antiken Tabernakel aus Marmor, der mit sechs ionischen Säulen auf einem hohen Sockel verziert ist und aus dem Jahr 1555 stammt.

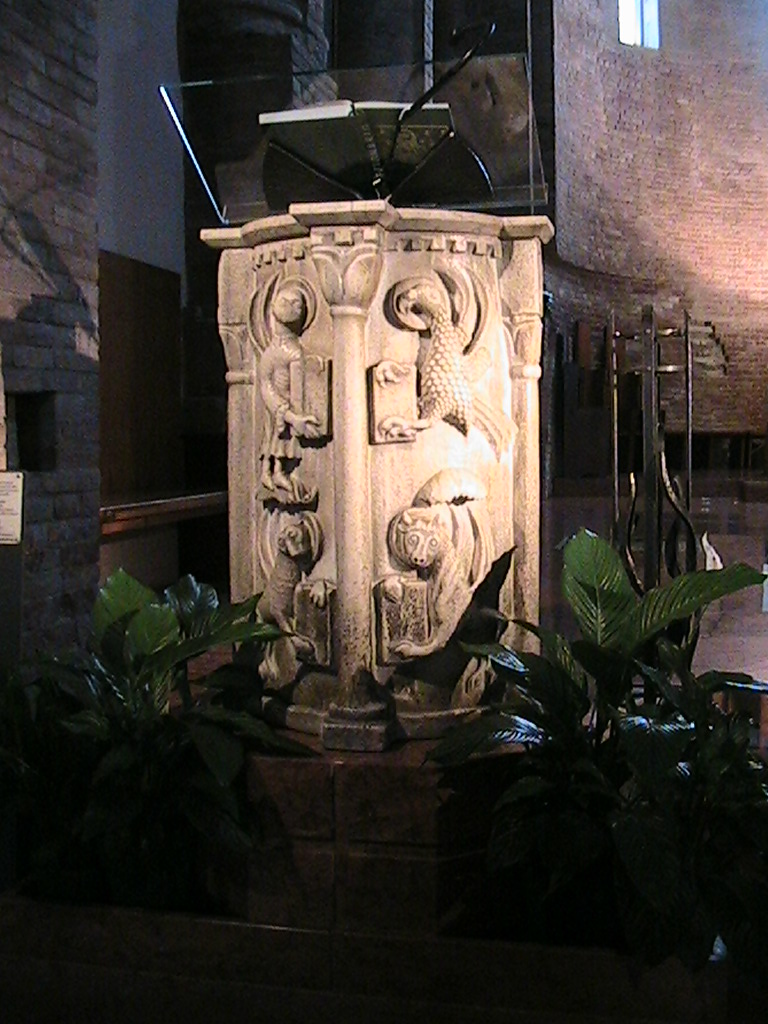
Ambo

Am Ende des Kirchenschiffs zeigen sich ein früherer Zugang zur abgerissenen Krypta sowie Grabinschriften von drei in der Krypta bestatteten Bischöfen und ein Teil des Terrakottabodens eines Gebäudes aus römischer Zeit.
Auf der linken Seite befindet sich ein wertvoller Ambo aus dem 12. Jahrhundert im deutsch-französischen Stil. Er zeigt die Symbole der vier Evangelisten: den geflügelten Menschen des Matthäus, den Löwen des Markus, den Adler des Johannes und den Stier des Lukas. 
Das marmorne Flachrelief vor dem Altar stammt aus dem 10. Jahrhundert und zeigt den thronenden Christus mit dem Erzengel Gabriel mit dem Fächer auf der linken Seite und dem Erzengel Michael, der den Teufel zertritt, auf der rechten Seite. Unter dem Altar befinden sich die Reliquien des hl. Vicinio, während die Kette im Tabernakel aufbewahrt wird.
In den Bögen des Chors befinden sich mehrere Gemälde, so Die Heimsuchung von Sebastiano Savorelli (1667–1722), in der Mitte Die Verkündigung von Mattia de Mare, gefolgt von der Madonna mit Kind, der heiligen Lucia und den Seelen im Fegefeuer von einem anonymen Maler jeweils aus dem 18. Jahrhundert. Nach dem Bogen der Apsis sind im ersten Bogen Spuren eines Freskos der romanischen Gotik zu sehen. Darauf folgt eines der wertvollsten Gemälde der Kathedrale, die Messe des heiligen Gregor des Großen, die dem Maler Carlo Cignani aus dem 17. Jahrhundert zugeschrieben wird. Das letzte Altarbild eines anonymen lokalen Malers aus dem 17. Jahrhundert stellt die Dreifaltigkeit dar.
Die Viciniuskapelle schließt das rechte Kirchenschiff ab und hebt sich mit ihrer vergoldeten Stuckverzierung, die 1755 von Bischof Paolo Calbetti in Auftrag gegeben wurde, von dem homogenen Ensemble der Kirche ab. Über dem Altar befindet sich ein Gemälde des Malers Ippolito Scarsella, bekannt als Scarsellino, das die Madonna mit dem Kind und dem gekrönten heiligen Vicinius darstellt. An den Wänden befinden sich vier Votivbilder von Valbonesi, die die Wunder des heiligen Vicinius darstellen.
Die 1958 von Mascioni installierte Orgel umfasst 18 Register, die über zwei Manuale und Pedal bespielt werden.